# Апенченко, Юрий Сергеевич
Юрий Сергеевич Апенченко (28 мая 1934, Нижняя Салда, Свердловская область, СССР — 22 января 2017, Москва) — поэт, журналист (публицист), преподаватель Литературного института им. А. М. Горького.
Жена: Тамара Владимировна Апенченко ( литературный псевдоним  Ольга Апенченко , урожд. Кутузова ,12 июля 1930  -21 декабря 1990)- первая космическая журналистка,писатель, обозреватель редакций газет "Призыв", "Комсомольская правда",журнала "Техника молодёжи";обозреватель ТАСС - Телеграфного
Агентства Советского Союза. Лаборант Центра подготовки космонавтов ВВС,.Научный сотрудник группы истории космонавтики отдела научно-технической информации ОКБ № 1 Государственного комитета по оборонной технике при Совете Министров СССР,Научный сотрудник Мемориального музея космонавтики в Москве;популяризатор космонавтики. 
Похоронены  оба  в родственной  могиле  на Ваганьковском кладбище города Москвы, участок 11.

## Биография

### Семья
Дед — Семен Иванович Апенченко был рожден крепостным в 1860 году, он был сыном крестьянина. Участвовал в революционном движении, за что два раза отбывал ссылку в Якутии и Вологде.
Отец — Сергей Семенович (род. 1904) окончил торфяной факультет Тимирязевской Академии. Работал инженером на торфяной электростанции в Шатуре, где взял на работу и поселил у себя дома Варлама Шаламова, которому тогда все отказывали после ссылки.
Юрий Сергеевич несколько раз общался с Варламом Тихоновичем Шаламовым, навещая родителей.

### Образование
Родился 28 мая 1934 года в городе Нижняя Салда Свердловской области в семье инженера.
Окончив среднюю школу в 1952 году, поступил на Факультет журналистики МГУ имени М. В. Ломоносова.

### Карьера
После окончания университета, Апенченко направлен по распределению в районную газету города Углегорска на Сахалине, где работает в 1957—1959 гг.
После годовой командировки возвращается обратно в Москву.
В 1958—1966 гг. работает в журнале «Советский Союз».
Одним из его первых журналистских заданий стал репортаж из Государственного института авиационной и космической медицины о подготовке космонавтов.
В 1966—1981 гг. работает специальным корреспондентом газеты «Правда».
В 1981—1991 гг. заведует отделом очерка и публицистики в журнале «Знамя».
В 1991—1995 гг. работает в газете «Биржевые ведомости»
C 1996 по 2016 год преподавал в Литинституте, руководил семинаром очерка и публицистики.

### Творчество
Юрий Апенченко писал стихи со студенческих времен, изредка публикуя их в периодике.
Очерки в книгах «Путешествие к человеку» (1975), «В пределах одной жизни» (1983).

## Награды
- Медали С. П. Королева, Ю. А. Гагарина
- орден «Знак Почета»
- золотая медаль ВДНХ
- медаль Монгольской академии наук
- почетный знак «За заслугу перед народом»
- Благодарность Министра культуры Российской Федерации (14 октября 2003 года) — за многолетний плодотворный труд в области отечественной культуры и заслуги в развитии литературы[1].